# Enicospila marcus
Enicospila marcus är en fjärilsart som beskrevs av Jordan 1908. Enicospila marcus ingår i släktet Enicospila och familjen Castniidae. Inga underarter finns listade i Catalogue of Life.